# Shiriana
Shiriana (Xiriâna, Chiriana), o Bahuana (Bahwana) és una de les llengües arawak de l'Alt Amazones sense classificació clara que fou parlada pels shirianes de Roraima, Brasil. Té una sintaxi activa–estativa similar a la kawishana.

## Dialectes
Dialectes llistats per Mason (1950):
- Waharibo (Guaharibo)
  - Shirianá
    - Waicá (Guaica, Vaica)
- Carimé (Karimé)